# Marcel Mignot
Marcel Mignot (Martigné-Ferchaud, 11 giugno 1944) è un ex pilota automobilistico francese, che ha partecipato a 10 edizioni della 24 ore di Le Mans, dal 1972 al 1982.

## Carriera

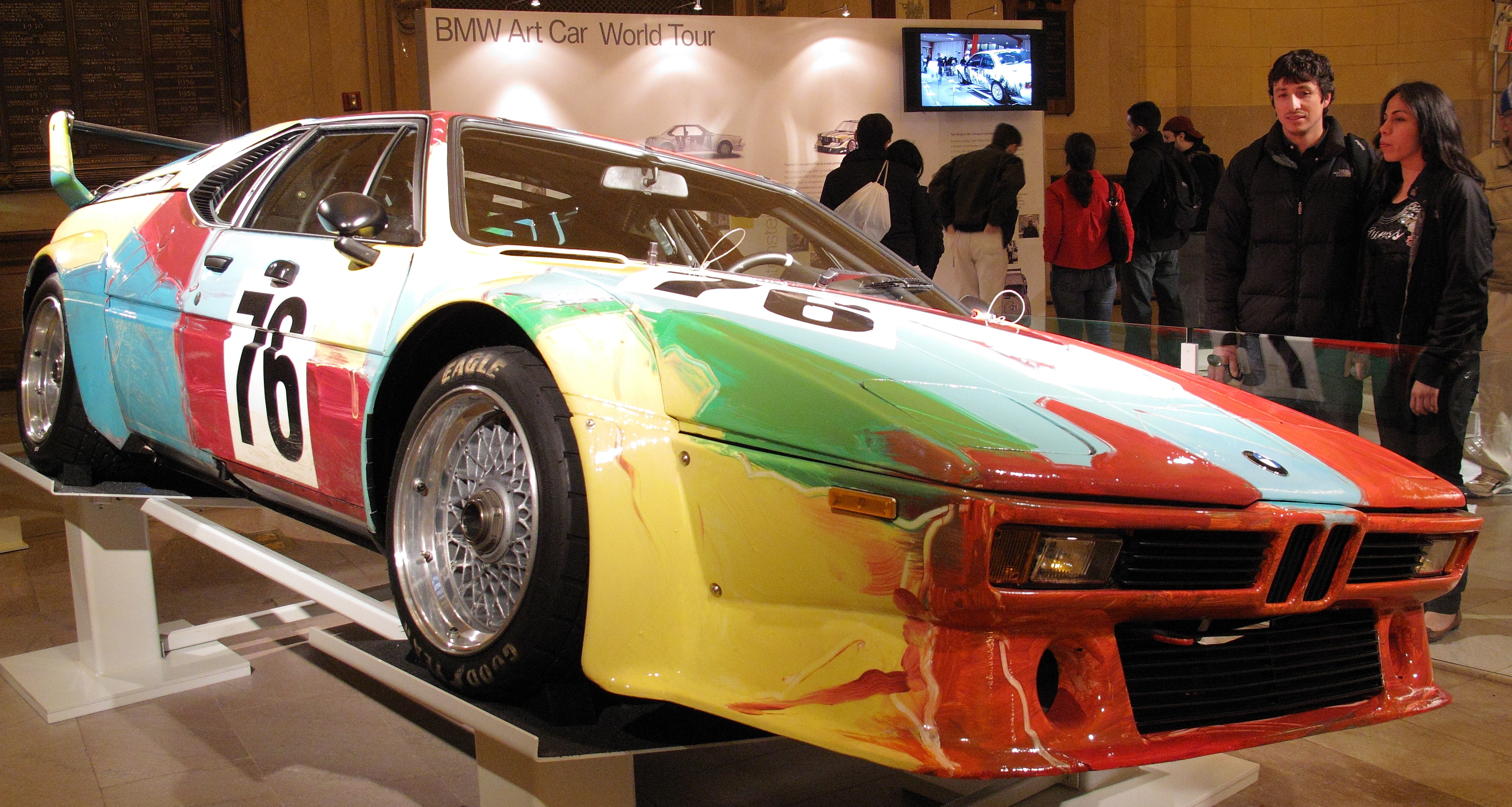
La BMW M1 dipinta da Andy Warhol con cui Mignot ha corso la 24 ore di Le Mans 1979

La sua prima partecipazione alla 24 ore di Le Mans fu nel 1972 su una Porsche 911. Dopo un problema alla trasmissione, non riuscì a finire la gara. L'anno dopo si piazzò 17º in assoluto.
Nel 1977 guidò una BMW Art Car basata su una BMW 320i dipinta da Roy Lichtenstein, con la quale insieme a Poulain finirono nono in assoluto. Nel 1979 prese parte alla 24 ore con la BMW M1 di Andy Warhol sempre insieme a Poulain e a Manfred Winkelhock, raggiungendo il sesto posto finale.
Mignot partecipò alla Le Mans fino al 1982. Prese parte anche ad altre gare di durata come la 12 ore di Sebring del 1975, dove finì nono a bordo di una Ferrari 365 GTB/4.